# Aepa
Aepa (XI wiek) – chan Połowców. W 1107 lub 1108 jego córka wyszła za mąż za Jerzego Dołgorukiego.